# Lijst van voetbalinterlands Ierland - Verenigde Staten
Deze lijst van voetbalinterlands is een overzicht van alle officiële voetbalwedstrijden tussen de nationale teams van Ierland en de Verenigde Staten. De landen speelden tot op heden negen keer tegen elkaar, te beginnen met een vriendschappelijke wedstrijd op 29 oktober 1979 in Dublin. Het laatste duel, eveneens een vriendschappelijke wedstrijd, werd gespeeld in de Ierse hoofdstad op 2 juni 2018.

## Wedstrijden
| № | Plaats          | Datum            | Competitie        | Wedstrijd                  | Uitslag |
| - | --------------- | ---------------- | ----------------- | -------------------------- | ------- |
| 1 | Dublin          | 29 oktober 1979  | Vriendschappelijk | Ierland – Verenigde Staten | 3 – 2   |
| 2 | Boston          | 1 juni 1991      | Vriendschappelijk | Verenigde Staten – Ierland | 1 – 1   |
| 3 | Dublin          | 29 april 1992    | Vriendschappelijk | Ierland – Verenigde Staten | 4 – 1   |
| 4 | Washington D.C. | 30 mei 1992      | Vriendschappelijk | Verenigde Staten – Ierland | 3 – 1   |
| 5 | Boston          | 9 juni 1996      | Vriendschappelijk | Verenigde Staten – Ierland | 2 – 1   |
| 6 | Boston          | 6 juni 2000      | Vriendschappelijk | Verenigde Staten – Ierland | 1 – 1   |
| 7 | Dublin          | 17 april 2002    | Vriendschappelijk | Ierland – Verenigde Staten | 2 – 1   |
| 8 | Dublin          | 18 november 2014 | Vriendschappelijk | Ierland – Verenigde Staten | 4 – 1   |
| 9 | Dublin          | 2 juni 2018      | Vriendschappelijk | Ierland – Verenigde Staten | 2 – 1   |

## Samenvatting
| Competitie        | Totaal gespeeld | Winst Ierland | Gelijk | Winst Verenigde Staten | Doelsaldo Ierland – Verenigde Staten |
| ----------------- | --------------- | ------------- | ------ | ---------------------- | ------------------------------------ |
| Vriendschappelijk | 9               | 5             | 2      | 2                      | 19 − 13                              |
| Totaal            | 9               | 5             | 2      | 2                      | 19 − 13                              |

## Details

### Eerste ontmoeting
| Vriendschappelijk (Dublin, Ierland, 29 oktober 1979): |              | |
| Ierland | 3 – 2        | Verenigde Staten |
| Tony Grealish 64' Don Givens 66' John Anderson 68' | goals        | 11' Angelo di Bernardo 63' Greg Villa |
| Johnny Giles | bondscoach   | Walter Chyzowych |
| Mick Kearns Chris Hughton Mick Martin Pierce O'Leary 65' Ashley Grimes Jeff Chandler 46' Anthony Grealish Jerry Murphy Paul McGee 46' Brendan O'Callaghan Steve Heighway | opstellingen | Winston DuBose Greg Makowski Tyrone Keough Steve Pecher Tony Bellinger 57' Angelo di Bernardo Ringo Cantillo Boris Bandov Louis Nanchoff Greg Villa 85' Mark Liveric |
| Paddy Mulligan 46' Don Givens 46' John Anderson 65' | wissels      | 57' Perry van der Beck 85' Njego Pesa |
| | rode kaarten | 74' Greg Villa |
| - Debuut van Chris Hughton (Tottenham Hotspur) voor Ierland. |              | |

### Zesde ontmoeting
| Vriendschappelijk (Boston, Verenigde Staten, 6 juni 2000): |              | |
| Verenigde Staten | 1 – 1        | Ierland |
| Ante Razov 68' | goals        | 31' Dominic Foley |
| Bruce Arena | bondscoach   | Mick McCarthy |
| Brad Friedel Frankie Hejduk Gregg Berhalter C.J. Brown Greg Vanney John O'Brien 58' Jovan Kirovski Ben Olsen 75' Steve Ralston 46' Jason Kreis 65' Ante Razov 88' | opstellingen | Alan Kelly Stephen Carr Terry Phelan Phil Babb Gary Breen Kevin Kilbane Matt Holland 72' Gareth Farrelly 37' Stephen McPhail 88' Dominic Foley 72' Gary Doherty |
| Earnest Stewart 46' Claudio Reyna 58' Cobi Jones 65' Tony Sanneh 75' Brian McBride 88'                                                                            | wissels      | 37' Jason McAteer 72' Mark Kennedy 72' Niall Quinn 88' Barry Quinn                                                                                              |
| - Wedstrijd in de 71ste minuut voor 16 minuten stilgelegd wegens uitval elektriciteit..                                                                           |              | |

### Zevende ontmoeting
| Vriendschappelijk (Dublin, Ierland, 17 april 2002): |              | |
| Ierland | 2 – 1        | Verenigde Staten |
| Mark Kinsella 7' Gary Doherty 83' | goals        | 34' Eddie Pope |
| Mick McCarthy | bondscoach   | Bruce Arena |
| Shay Given Steve Finnan 46' Ian Harte 46' Andy O'Brien 46' Gary Breen 72' Colin Healy Rory Delap Mark Kinsella 46' Kevin Kilbane 46' Damien Duff 46' Robbie Keane 83' | opstellingen | 46' Brad Friedel Jeff Agoos Eddie Pope 46' Gregg Berhalter Tony Sanneh Chris Armas 46' John O'Brien 46' Earnest Stewart 72' Claudio Reyna 46' Brian McBride 64' Clint Mathis |
| Gary Kelly 46' Steve Staunton 46' Kenny Cunningham 46' Matt Holland 46' Steven Reid 46' David Connolly 46' Gary Doherty 72' Clinton Morrison 83'                      | wissels      | 46' Kasey Keller 46' Greg Vanney 46' Eddie Lewis 46' Landon Donovan 46' Joe-Max Moore 64' Josh Wolff 73' Frankie Hejduk                                                      |

### Achtste ontmoeting
| Vriendschappelijk (Dublin, Ierland, 18 november 2014): |              | |
| Ierland | 4 – 1        | Verenigde Staten |
| Anthony Pilkington 7' Robbie Brady 55' James McClean 82' Robbie Brady 86' | goals        | 76' Mikkel Diskerud |
| Martin O'Neill | bondscoach   | Jürgen Klinsmann |
| Shay Given 84' Alex Pearce Ciaran Clark Cyrus Christie Stephen Quinn David Meyler Anthony Pilkington 64' Anthony Stokes 59' Daryl Murphy 77' Robbie Brady David McGoldrick 77' | opstellingen | Bill Hamid Fabian Johnson Geoff Cameron 77' Timothy Chandler Matt Besler Kyle Beckerman 65' Alfredo Morales 76' Mikkel Diskerud Alejandro Bedoya 46' Chris Wondolowski Jozy Altidore |
| Aiden McGeady 59' James McClean 64' Jeff Hendrick 77' Shane Long 77' Rob Elliot 84'                                                                                            | wissels      | 46' Bobby Wood 65' Greg Garza 76' Rubio Rubin 77' Jordan Morris |
| Aiden McGeady 90' David Meyler 90+3' | gele kaarten | 37' Kyle Beckerman 66' Jozy Altidore 86' Geoff Cameron 90+2' Fabian Johnson |
| - Debuut van David McGoldrick (Ipswich Town) en Cyrus Christie (Derby County) voor Ierland.                                                                                    |              | |

### Negende ontmoeting
| Vriendschappelijk (Dublin, Ierland, 2 juni 2018):                                                |       |                  |
| Ierland                                                                                          | 2 – 1 | Verenigde Staten |
| Graham Burke 57' Alan Judge 90'                                                                  | goals | 45' Bobby Wood   |
| - Debuut van Darragh Lenihan (Blackburn Rovers) en Enda Stevens (Sheffield United) voor Ierland. |       |                  |

USSF · A-internationals · Selecties · Bondscoaches · Amerikaans vrouwenelftal · Olympisch elftal · USA -21 · USA -20 · USA -19 · USA -18 · USA -17
1885 – 1919 · 
1920 – 1929 · 
1930 – 1939 · 
1940 – 1949 · 
1950 – 1959 · 
1960 – 1969 · 
1970 – 1979 · 
1980 – 1989 · 
1990 – 1999 · 
2000 – 2009 · 
2010 – 2019 ·
2020 − 2029
CA 1993 · 
CA 1995 · 
CA 2007 · 
CA 2016
CC 1992 · 
CC 1999 · 
CC 2003 · 
CC 2009
WK 1930 · 
WK 1934 · 
WK 1950 · 
WK 1990 · 
WK 1994 · 
WK 1998 · 
WK 2002 · 
WK 2006 · 
WK 2010 · 
WK 2014
OS 1904 · 
OS 1924 · 
OS 1928 · 
OS 1936 · 
OS 1948 · 
OS 1952 · 
OS 1956 · 
OS 1972 · 
OS 1984 · 
OS 1988 · 
OS 1992 · 
OS 1996 · 
OS 2000 · 
OS 2008
Algerije ·
Antigua en Barbuda ·
Argentinië ·
Armenië ·
Australië ·
Azerbeidzjan ·
Barbados ·
België ·
Belize ·
Bermuda ·
Bolivia ·
Bosnië en Herzegovina ·
Brazilië ·
Canada ·
Chili ·
China ·
Colombia ·
Costa Rica ·
Cuba ·
Curaçao ·
Denemarken ·
DDR ·
Duitsland ·
Ecuador ·
Egypte ·
El Salvador ·
Engeland ·
Estland ·
Finland ·
Frankrijk ·
Ghana ·
GOS ·
Grenada ·
Griekenland ·
Guatemala ·
Guyana ·
Haïti ·
Honduras ·
Hongarije ·
Ierland ·
IJsland ·
Iran ·
Israël ·
Italië ·
Ivoorkust ·
Jamaica ·
Japan ·
Joegoslavië ·
Kaaimaneilanden ·
Kameroen ·
Koeweit ·
Letland ·
Liechtenstein ·
Luxemburg ·
Malta ·
Marokko ·
Martinique ·
Mexico ·
Moldavië ·
Nederland ·
Nederlandse Antillen ·
Nicaragua ·
Nieuw-Zeeland ·
Nigeria ·
Noord-Ierland ·
Noord-Korea ·
Noord-Macedonië ·
Noorwegen ·
Oekraïne ·
Oezbekistan ·
Oman ·
Oostenrijk ·
Panama ·
Paraguay ·
Peru ·
Polen ·
Portugal ·
Puerto Rico ·
Qatar ·
Roemenië ·
Rusland ·
Saint Kitts en Nevis ·
Saint Vincent en de Grenadines ·
Saoedi-Arabië ·
Schotland ·
Servië ·
Slovenië ·
Slowakije ·
Sovjet-Unie ·
Spanje ·
Thailand ·
Trinidad en Tobago ·
Tsjechië ·
Tsjecho-Slowakije ·
Tunesië ·
Turkije ·
Uruguay ·
Venezuela ·
Wales ·
Zuid-Afrika ·
Zuid-Korea ·
Zweden ·
Zwitserland
Algerije (2010) ·
België (2014) ·
Brazilië (2009, 2) ·
Duitsland (2014) ·
Engeland (2010) ·
Ghana (2006) · 
Ghana (2014) · 
Italië (2006) · 
Nederland (2022) ·
Portugal (2014) ·
Slovenië (2010) ·
Tsjechië (2006)
FAI · A-internationals · Bondscoaches · Statistieken · Iers vrouwenelftal · Olympisch elftal · Ierland U21 · Ierland U20 · Ierland U19 · Ierland U18 · Ierland U17 · Ierland U16 · Vrouwen U17
1924 – 1929 ·
1930 – 1939 ·
1940 – 1949 ·
1950 – 1959 ·
1960 – 1969 ·
1970 – 1979 ·
1980 – 1989 ·
1990 – 1999 ·
2000 – 2009 ·
2010 – 2019 ·
2020 − 2029
EK 1988 · 
EK 2012 · 
EK 2016
WK 1990 · 
WK 1994 · 
WK 2002
1924 · 
1925 · 
1926 · 
1927 · 
1928 · 
1929 · 
1930 · 
1931 · 
1932 · 
1933 · 
1934 · 
1935 · 
1936 · 
1937 · 
1938 · 
1939 · 
1940 · 1941 · 1942 · 1943 · 1944 · 1945 · 
1946 · 
1947 · 
1948 · 
1949 · 
1950 · 
1951 · 
1952 · 
1953 · 
1954 · 
1955 · 
1956 · 
1957 · 
1958 · 
1959 · 
1960 · 
1961 · 
1962 · 
1963 · 
1964 · 
1965 · 
1966 · 
1967 · 
1968 · 
1969 · 
1970 · 
1971 · 
1972 · 
1973 · 
1974 · 
1975 · 
1976 · 
1977 · 
1978 · 
1979 · 
1980 · 
1981 · 
1982 · 
1983 · 
1984 · 
1985 · 
1986 · 
1987 · 
1988 · 
1989 · 
1990 · 
1991 · 
1992 · 
1993 · 
1994 · 
1995 · 
1996 · 
1997 · 
1998 · 
1999 · 
2000 · 
2001 · 
2002 · 
2003 · 
2004 · 
2005 · 
2006 · 
2007 · 
2008 · 
2009 · 
2010 · 
2011 · 
2012 · 
2013 · 
2014 · 
2015 ·
2016 ·
2017 ·
2018 ·
2019 ·
2020 ·
2021
Albanië ·
Algerije ·
Andorra ·
Argentinië ·
Armenië ·
Australië ·
Azerbeidzjan ·
België ·
Bolivia ·
Bosnië en Herzegovina ·
Brazilië ·
Bulgarije ·
Canada ·
Chili ·
China ·
Colombia ·
Costa Rica ·
Cyprus ·
Denemarken ·
Duitsland ·
Ecuador ·
Egypte ·
Engeland ·
Estland ·
Faeröer ·
Finland ·
Frankrijk ·
Georgië ·
Gibraltar ·
Griekenland ·
Hongarije ·
IJsland ·
Iran ·
Israël ·
Italië ·
Jamaica ·
Joegoslavië ·
Kameroen ·
Kazachstan ·
Kroatië ·
Letland ·
Liechtenstein ·
Litouwen ·
Luxemburg ·
Malta ·
Marokko ·
Mexico ·
Moldavië ·
Montenegro ·
Nederland ·
Nieuw-Zeeland ·
Nigeria ·
Noord-Ierland ·
Noord-Macedonië ·
Noorwegen ·
Oekraïne ·
Oman ·
Oostenrijk ·
Paraguay ·
Polen ·
Portugal ·
Qatar ·
Roemenië ·
Rusland ·
San Marino ·
Saoedi-Arabië ·
Schotland ·
Servië ·
Slowakije ·
Sovjet-Unie ·
Spanje ·
Trinidad en Tobago ·
Tsjechië ·
Tsjecho-Slowakije ·
Tunesië ·
Turkije ·
Uruguay ·
Verenigde Staten ·
Wales ·
Wit-Rusland ·
Zuid-Afrika ·
Zweden ·
Zwitserland
België (2016) · 
Italië (2012) · 
Kroatië (2012) · 
Spanje (2012) · 
Zweden (2016)